# Аксаково (городской округ Мытищи)
Акса́ково — деревня в городском округе Мытищи Московской области России. Население — 591 чел. (2010).

## География
Расположена на севере Московской области, в северной части Мытищинского района, примерно в 16 км по прямой линии к северо-западу от центра города Мытищи и в 22 км от Московской кольцевой автодороги по автодороге А104, на берегу Пяловского водохранилища и на берегу реки Учи. На берегу Пяловского водохранилища находится одноимённая пристань ФГУП «Канал имени Москвы».
В состав деревни входят несколько санаториев и пансионатов. В деревне 40 улиц, включая аллею и переулки, и один квартал. Ближайшие населённые пункты — деревни Крюково, Семенищево, Степаньково, Федоскино и Юрьево. Связана автобусным сообщением с железнодорожной станцией Катуар, расположенной в посёлке городского типа Некрасовский, а также с метро «Алтуфьево» (г. Москва).

## Население
| 1646 | 1678 | 1852 | 1859 | 1890 | 1899 | 1926 | 2002 | 2010 |
| ---- | ---- | ---- | ---- | ---- | ---- | ---- | ---- | ---- |
| 5    | ↗17  | ↗37  | ↗44  | ↘41  | ↗52  | ↗92  | ↗632 | ↘591 |

## История
В XV веке владельцем деревни был Иван Фёдорович Аксак Вельяминов.
В 1623 году село Аксаково с церковью Святого Димитрия Селунского относилось к приходу Успенской церкви в селе Витенёве и было вотчиной Алексея и Фёдора Вельяминовых-Воронцовых (до этого — вотчина Леонтия Оксакова), в 1646 году — Андрея Алексеевича Вельяминова-Воронцова, в 1678 году — Андрея и Ивана Алексеевичей Вельяминовых-Воронцовых и Максима Никифоровича Кологривова.

…новоприбылая во 136 (1628) году церковь Димитрия Селунскаго в селе Оксакове, в вотчине Алексея Вельяминова, дани 2 алт., по наказу гривна, и апреля в 8 день на нынешней 136 год те денги взято. За последующие 1635—1680 г. с сей церкви дань не платилась , потому что «церковь стояла пуста без пения».— Холмогоров В. И., Холмогоров Г. И. Исторические материалы для составления церковных летописей Московской епархии
В середине XIX века сельцо Аксаково 2-го стана Московского уезда Московской губернии принадлежало коллежскому асессору Дмитрию Ивановичу Гиппиусу, в сельце 17 дворов, крестьян 20 душ мужского пола и 17 душ женского.
В «Списке населённых мест» 1862 года — владельческое сельцо Московского уезда по левую сторону Ольшанского тракта (между Ярославским шоссе и Дмитровским трактом), в 30 верстах от губернского города и 17 верстах от становой квартиры, при реке Уче, с 9 дворами и 44 жителями (21 мужчина, 23 женщины).
По данным на 1899 год — деревня Марфинской волости Московского уезда с 52 душами населения.
В 1913 году — 10 дворов.
По материалам Всесоюзной переписи населения 1926 года — деревня Крюковского сельсовета Трудовой волости Московского уезда в 5,5 км от Дмитровского шоссе и 8,5 км от платформы Луговая Савёловской железной дороги, проживало 92 жителя (41 мужчина, 51 женщина), насчитывалось 19 крестьянских хозяйств.
С 1929 года — населённый пункт в составе Коммунистического района Московского округа Московской области. Постановлением ЦИК и СНК от 23 июля 1930 года округа как административно-территориальные единицы были ликвидированы.
1929—1935 гг. — деревня Федоскинского сельсовета Коммунистического района.
1935—1939 гг. — деревня Федоскинского сельсовета Дмитровского района.
1939—1959 гг. — деревня Федоскинского сельсовета Краснополянского района.
1959—1960 гг. — деревня Федоскинского сельсовета Химкинского района.
1960—1963, 1965—1994 гг. — деревня Федоскинского сельсовета Мытищинского района.
1963—1965 гг. — деревня Федоскинского сельсовета Мытищинского укрупнённого сельского района.
1994—2006 гг. — деревня Федоскинского сельского округа Мытищинского района.
2006—2015 гг. — деревня сельского поселения Федоскинское Мытищинского района.